# Léon de la Fontaine

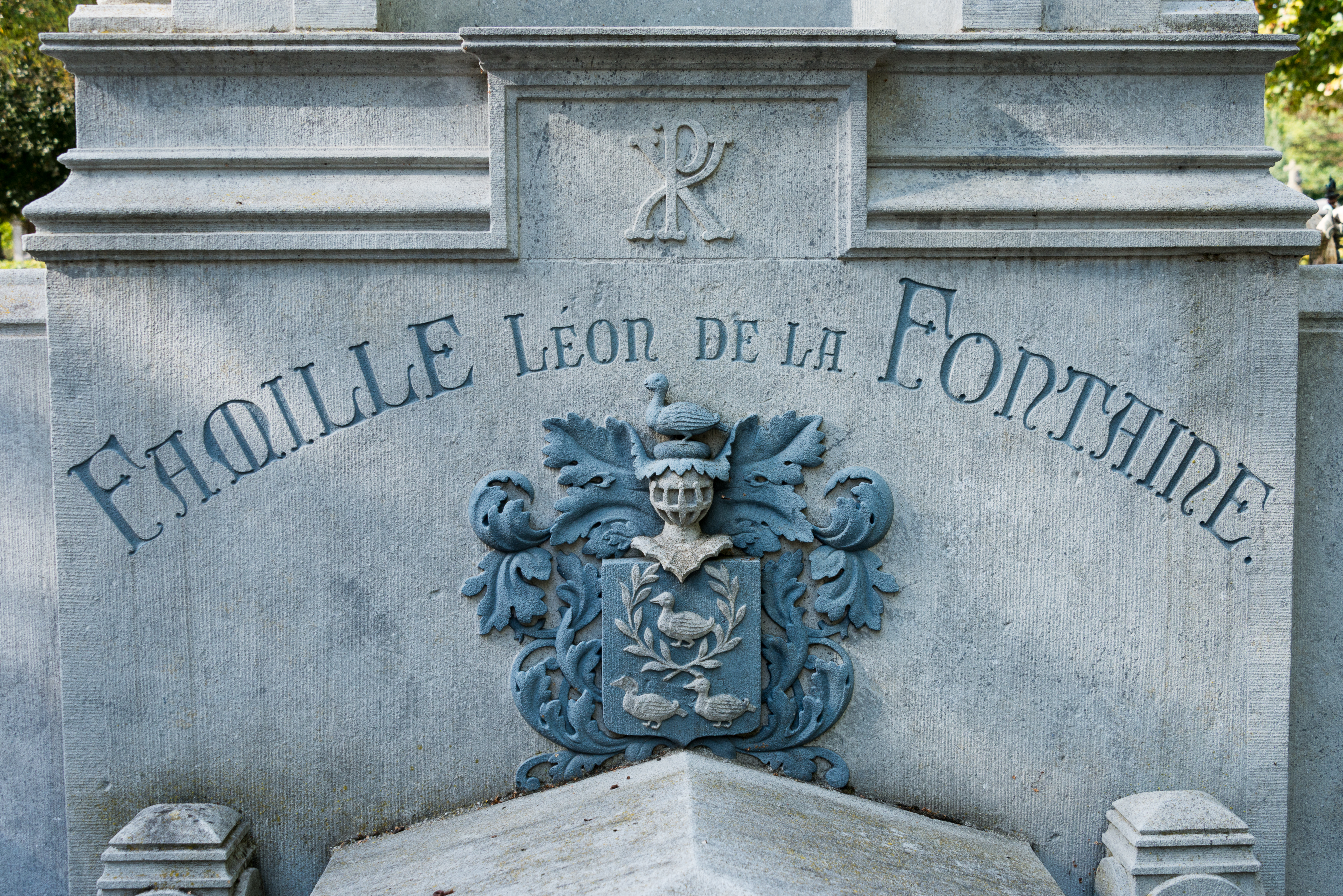
Familiengrab auf dem Liebfrauenfriedhof in Luxemburg

François Joseph Albert Léon de la Fontaine (* 18. November 1819 in Luxemburg; † 5. Februar 1892 ebenda) war ein Luxemburger Rechtsanwalt, Politiker und Botaniker.

## Leben
Am 21. Mai 1848 wurde er an Stelle des ins Frankfurter Parlament delegierten Charles Munchen Mitglied der Luxemburger Constituante, der verfassungsgebenden Versammlung. Vom 14. Dezember 1866 an bis zum 18. Juni 1867 war er Generaldirektor (Minister) der Justiz, anfänglich auch der Finanzen, in der Regierung de Tornaco.
Ab 1867 war Léon de la Fontaine korrespondierendes Mitglied der naturwissenschaftlichen Gesellschaft des Großherzogtums (Société des Sciences naturelles), die ab 1868 die wissenschaftliche Sektion des großherzoglichen Instituts bildete. Er war daneben Gründungsmitglied der botanischen Gesellschaft (Société de botanique oder Société botanique). Sein besonderes Interesse galt den Farnen.
Léon de la Fontaine war der Sohn des früheren Gouverneurs Théodore de la Fontaine sowie der Bruder des Schriftstellers Edmond de la Fontaine (Dicks) und des Pioniers der Luxemburger Zoologie, Alphonse de la Fontaine.
Seit 1839 war er Mitglied des Corps Hanseatia Heidelberg.

## Veröffentlichungen
- Notiz zu „Polypodium aculeatum, Linné“. (An den botanischen Verein zu Luxemburg). Recueil des Mémoires et des Travaux publiés par la Société botanique du G.-D. de Luxembourg, 9-10 (1883–1884), S. 101–152 (PDF).
- Notiz zu Asplenium germanicum, Weis. (Aspl. Brenii, Retz; Aspl. murale, Bernh.; Aspl. alternifolium, Jacq.). Recueil des Mémoires et des Travaux publiés par la Société botanique du G.-D. de Luxembourg, 11 (1885–1886), S. 69–89 (online).
- Notice sur les Fougères de la flore luxembourgeoise. Rapport lu en séance du 19 décembre 1885, sur les Fougères trouvées par M. Reisen, en Ardennes. Recueil des Mémoires et des Travaux publiés par la Société botanique du G.-D. de Luxembourg 11 (1885–1886), S. 90–126 (online).